# The Evil of Frankenstein
The Evil of Frankenstein és una pel·lícula britànica del 1964 dirigida per Freddie Francis. La tercera entrega de la sèrie Frankenstein de Hammer, és protagonitzada per Peter Cushing, Sandor Elès i Kiwi Kingston.

## Trama
Una nena veu com un intrús roba el cadàver d'un dels seus parents recentment mort. Aterrida, fuig de la cabana on s'amaga i es troba amb el baró Victor Frankenstein. Mentre el llastrador de cadàvers porta el cadàver al laboratori secret de Frankenstein, un sacerdot local descobreix el robatori. El nen identifica tant el lladre del cos com el seu contractador. Obligats a abandonar la ciutat i fugir, Frankenstein i el seu ajudant, Hans, tornen a la ciutat natal del baró de Karlstaad, on planegen vendre objectes de valor del castell abandonat de Frankenstein per finançar noves obres. En arribar al poble, rescaten una jove sordmuda de l'assetjament d'una banda de pinxos. En arribar al castell, troben tots els objectes de valor robats i fugen.
L'endemà, Frankenstein i Hans es barregen amb un carnaval local per tal de romandre d'incògnit. Mentre visita un pub local, Frankenstein s'adona que el burgmestre local porta un dels seus objectes de valor; un anell. Frankenstein provoca una escena i immediatament és reconegut per les autoritats i fuig una vegada més, amagant-se finalment a l'exposició d'un hipnotitzador anomenat Zoltan. Zoltan s'enfronta amb la policia i és arrestat, cobrint la fugida de Frankenstein i Hans. Més tard aquella nit, Frankenstein i Hans irrompen als apartaments del batxiller per recuperar els objectes de valor, però la policia arriba. fugen una vegada més i es troben amb la noia sordmuda. Els porta al seu refugi en una cova.
Frankenstein troba la seva creació original congelada en gel a la cova. Ell i Hans encenen un foc per fondre el gel i alliberar la criatura. El porten al castell i li donen vida. Tanmateix, el cervell de la criatura no respon. A Frankenstein, desesperat per restaurar la consciència activa a la seva creació, se li acudeix la idea d'obtenir els serveis de Zoltan per reanimar la ment de la criatura. Zoltan ha estat desterrat de Karlstaad per no tenir llicència per actuar. Després d'una manipulació psicològica intel·ligent per part de Frankenstein, accepta la tasca.
Zoltan té èxit, però té menys interessos científics. Amb la criatura responent només a les seves ordres, Zoltan l'utilitza per robar i venjar-se de les autoritats de la ciutat. Frankenstein desallotja en Zoltan, que després ordena a la criatura que mati en Frankenstein, però la criatura mata a Zoltan. La criatura entra en un atac de ràbia i accidentalment incendia el laboratori. Hans s'escapa amb la noia, i la parella veu com el fum surt del castell. Es produeix una explosió massiva que va provocar que la secció on el laboratori estava enfonsat pel penya-segat, matant a Frankenstein i la criatura.

## Repartiment
- Peter Cushing com el baró Victor Frankenstein
- Kiwi Kingston com a criatura
- Peter Woodthorpe com a Zoltan
- Sandor Elès com a Hans
- Duncan Lamont com a cap de policia
- David Hutcheson com a burgomaestre de Karlstaad
- Katy Wild com a Rena
- James Maxwell com a sacerdot
- Howard Goorney com a borratxo
- Anthony Blackshaw com a policia
- David Conville com a policia
- Caron Gardner com a dona del burgmestre

## Producció

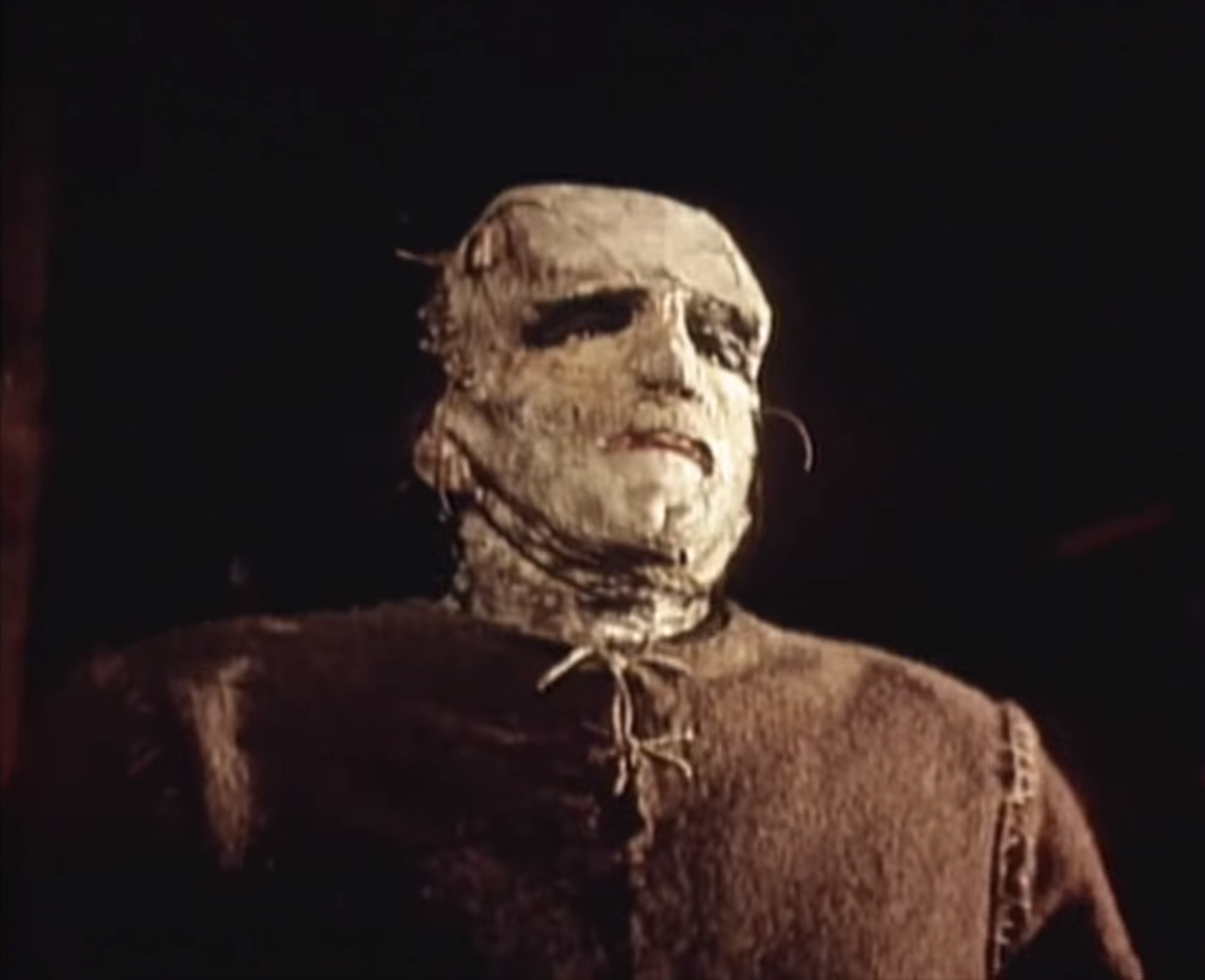
El monstre de Frankenstein interpretat per Kiwi Kingston

El guió de la pel·lícula d'Anthony Hinds es basava en una sinopsi de la història que Peter Bryan va presentar el maig de 1958 per a l'avortada sèrie de televisió Tales of Frankenstein. La pel·lícula es trenca. continuïtat de la pel·lícula anterior, La venjança de Frankenstein. Denis Meikle va descriure la ruptura: "Qualsevol pretext de connexió amb La venjança de Frankenstein es prescindeix en una mostra descarada de menyspreu per la continuïtat. Un flashback crea una història anterior que no té relació amb l'últim guió de Sangster i és en comptes d'això, es copiada de l'Universal Frankenstein i l'home llop."
La pel·lícula es va produir del 14 d'octubre al 16 de novembre de 1963 als Bray Studios de Windsor, Berkshire i al Black Park Country Park de Wexham, Buckinghamshire. La pel·lícula es va fer durant el pacte de coproducció de sis anys de Hammer amb Columbia Pictures. Això va fer que la companyia fes unes quantes produccions a l'any amb Universal Pictures, amb The Evil fo Frankenstein com l'única pel·lícula de Hammer que va ser finançada per Universal el 1963. La versió del monstre de la pel·lícula destaca per assemblar-se a la de la sèrie original Frankenstein d'Universal Pictures dels anys 30 i 40, incloent els distintius conjunts de laboratori, així com l'aspecte de cap pla i maquillatge de Jack Pierce del monstre que havia estat dissenyat per a Boris Karloff. Les pel·lícules anteriors de Frankenstein de Hammer havien evitat minuciosament aquestes similituds per motius de drets d'autor. Tanmateix, s'havia fet un nou acord de distribució de pel·lícules entre Hammer i Universal. Com a resultat, Hammer va tenir via lliure per duplicar el maquillatge i els elements de fixació.
Es van rodar escenes addicionals per a la televisió estatunidenca el 14 de gener de 1966 a Universal Studios a Los Angeles afegint una nova subtrama amb Steven Geray, Maria Palmer i William Phipps, que no havia aparegut a la versió original.

## Estrena
The Evil of Frankenstein es va estrenar a Londres el 19 d'abril de 1964 al New Victoria Theatre. Va rebre una estrena general al país el 31 de maig de 1964. Més tard va rebre un llançament als Estats Units per Universal Pictures el 8 de maig de 1964.

### Versió de televisió
La pel·lícula es va projectar a NBC als Estats Units com a part de la seva NBC Saturday Night at the Movies el 2 de gener de 1968 amb dues escenes addicionals, ampliant el temps d'execució a 97 minuts.

## Recepció crítica
A partir de crítiques contemporànies, Howard Thompson de The New York Times va escriure: "Durant la primera meitat, l'últim Frankenstein té una empenta concisa i un dignitat curiosa... la imatge comença a dir alguna cosa sobre la superstició i la hipocresia. Aleshores, simplement es torna salvatge (el monstre s'emborratxa) i es dirigeix cap al munt de cendres." Variety va donar a la pel·lícula una crítica tèbia, i va escriure que la direcció era "prou hàbil sobre els pegats més absurds" i que "sempre passava alguna cosa", però que els diàlegs de vegades provocaven riures no desitjats i que alguns dels actors secundaris "acostumen a fer-ho en detriment de la imaginació." The Monthly Film Bulletin va escriure que el monstre va fer "un retorn benvingut a la tradició en una aproximació propera al famós maquillatge de Boris Karloff." i que l'equip del laboratori del baró era "tan fotogènic com sempre", però que la pel·lícula era "tristament cutre" en tots els altres aspectes, i va concloure: "Encadirada amb un repartiment poc inspirador, i un poble bavarès tan escenòtic que els habitants del poble que s'enfilen a les seves tasses de cervesa alemanyes antigues semblen gairebé reals en comparació, Freddie Francis troba que la pujada és massa a la meitat."
A partir de les crítiques retrospectives, la revisió d'AllMovie de la pel·lícula es de mixta a negativa, qualificant-la de "lamentable" i "la pitjor de la sèrie Frankenstein de Hammer Films". El juny de 2020 la pel·lícula tenia una aprovació mitjana de la crítica del 57% a Rotten Tomatoes.